# Hình phạt tử hình ở Các Tiểu vương quốc Ả Rập Thống nhất
Hình phạt tử hình là một hình phạt nằm trong pháp lý tại Các Tiểu vương quốc Ả Rập Thống nhất.
Theo luật của Dubai, nhiều tội phạm mang án tử hình và các vụ hành quyết được thực hiện thông qua một trong các phương pháp như xử bắn, treo cổ hoặc ném đá. Về mặt lý thuyết hiện hành ở nước này cho phép hình phạt tử hình vì tội phản quốc, gián điệp, giết người, kích động thành công vụ tự tử của một người "bị thiếu hoàn toàn ý chí tự do hoặc lý do nào khác", đốt phá dẫn đến tử vong, hành vi tấn công không đứng đắn dẫn đến tử vong, nhập khẩu chất hạt nhân / chất thải trong môi trường của Nhà nước, ngoại tình, bỏ đạo, báng bổ, khai man gây thực hiện sai trái, hiếp dâm, cướp trầm trọng hơn, bắt cóc, khủng bố, kê gian, đồng tính luyến ái, buôn bán ma túy  và gia nhập Nhà nước Hồi giáo Iraq và Levant . Công dân nước ngoài và công dân UAE đều bị xử tử vì tội ác.

## Trường hợp đáng chú ý
Năm 1995, Sarah Balabagan, một công nhân người Philippines, đã thu hút sự chú ý của nhiều người dân ở UAE. Cô được cho là đã sát hại chủ nhân của mình trong nhà Al Ain, mặc dù cô luôn khẳng định rằng cô chỉ giết anh ta để tự vệ sau khi anh ta cố gắng hãm hiếp cô một cách quá đáng. Sau khi chính tổng thống UAE tham gia, Balabagan được trả tự do và thay vào đó phải trả tiền bồi thường. Tuy nhiên, cô đã bị trục xuất trở về Phillipinas nhưng cô đã mất quyền trở lại đó và không còn là công dân Phillipines.
Vào ngày 10 tháng 2 năm 2011, Rashid Al Rashidi bị xử tử bằng cách xử bắn, người bị kết án bị buộc tội cưỡng hiếp và giết một đứa trẻ bốn tuổi tên là Moosa Mukhtiar trong nhà vệ sinh của một thánh đường Hồi giáo vào ngày 27 tháng 11 năm 2009.
Vào tháng 6 năm 2015, Tòa án Tối cao Liên bang đã kết án một phụ nữ vì tội khủng bố có quốc tịch Dubai, Alaa Bader al-Hashemi, với án tử hình vì tội giết Ibolya Ryan và chế tạo "bom thủ công" tại nhà của một bác sĩ người Mỹ gốc Ai Cập ở Abu Dhabi. Người phụ nữ đã phạm tội vào tháng 12 năm 2014 và bị xử tử vào rạng sáng ngày 13 tháng 7 năm 2015. Đây là lần duy nhất một tù nhân bị xử tử trong một khung thời gian ngắn như vậy và đây là một trong số ít trường hợp một phụ nữ bị xử tử. 

Vào ngày 23 tháng 11 năm 2017, Nidal Eisa Abdullah, người bị kết án hãm hiếp và giết chết cậu bé tám tuổi tên là Obaida vào tháng 5 năm 2016, đã bị xử tử không lâu sau đó.